# ليو غوردون
ليو غوردون (بالإنجليزية: Leo Gordon)‏ (و. 1922 – 2000 م) هو ممثل، وكاتب سيناريو، وروائي، وممثل تلفزيوني، من الولايات المتحدة الأمريكية، ولد في بروكلين، توفي في لوس أنجلوس، عن عمر يناهز 78 عاماً.

## الخدمة العسكرية
خدم في القوات البرية للولايات المتحدة.

## وصلات خارجية
- ليو غوردون على موقع IMDb (الإنجليزية)
- ليو غوردون على موقع ألو سيني (الفرنسية)
- ليو غوردون على موقع ميوزك برينز (الإنجليزية)
- ليو غوردون على موقع أول موفي (الإنجليزية)
- ليو غوردون على موقع قاعدة بيانات الأفلام السويدية (السويدية)
- ليو غوردون على موقع إن إن دي بي (الإنجليزية)
- ليو غوردون على موقع قاعدة بيانات الفيلم (الإنجليزية)
- ليو غوردون على موقع كينوبويسك (الروسية)

ليو غوردون في قاعدة بيانات الأفلام على الإنترنت